# 647 до н. е.

## Події
Заснування першої грецької колонії у Північному Причорномор'ї — Борисфеніди у гирлі Дніпра.